# Connor Roberts (fotbalist, născut 1995)
Connor Richard Jones Roberts (n. 23 septembrie 1995, Neath⁠(d), Țara Galilor, Regatul Unit) este un fotbalist profesionist galez care joacă la clubul de Championship, Swansea City și la echipa națională a Țării Galilor.